# Alexis Thérèse Petit
Alexis Thérèse Petit (Vesoul, 1791 – Parigi, 1820) è stato un fisico e docente francese.

## Biografia
Si laureò in scienze all'École polytechnique - istituto universitario francese per le scienze - poi insegnò fisica al liceo Bonaparte, quindi divenne professore ordinario alla stessa École polytechnique. Tra le memorie, da lui pubblicate, durante i brevi anni della sua vita, negli Annales de chimie et de phisique, Mémoire sur les variations que le pouvoir réfringent d'agrégation (qu'on peut lui donner pour l'effet gradué de la chaleur) (edita nel 1814 e scritta col cognato François Arago), Memoire pour l'emploi du principe des forces vives dans le calcul des machines (1818), infine la memoria sui Calori specifivi dei gas (1891), scritta insieme a Pierre Louis Dulong, che è la più nota.
Nel 1819, assieme al collega Pierre Louis Dulong, formulò in questa Memoria la cosiddetta Legge di Dulong e Petit, relativa al calore specifico molare di un solido cristallino, una scoperta che lo inserì nella storia della fisica e della chimica.